# Kovačeva Bara
Kovačeva Bara (en serbe cyrillique : Ковачева Бара) est un village de Serbie situé sur le territoire de la Ville de Leskovac, district de Jablanica. Au recensement de 2011, il comptait 130 habitants.

## Démographie
| 1948 | 1953 | 1961 | 1971 | 1981 | 1991 | 2002 | 2011 |
| ---- | ---- | ---- | ---- | ---- | ---- | ---- | ---- |
| 310  | 330  | 317  | 289  | 269  | 212  | 167  | 130  |

|  |